# Revco (Drogeriemarktkette)

Logo Revco

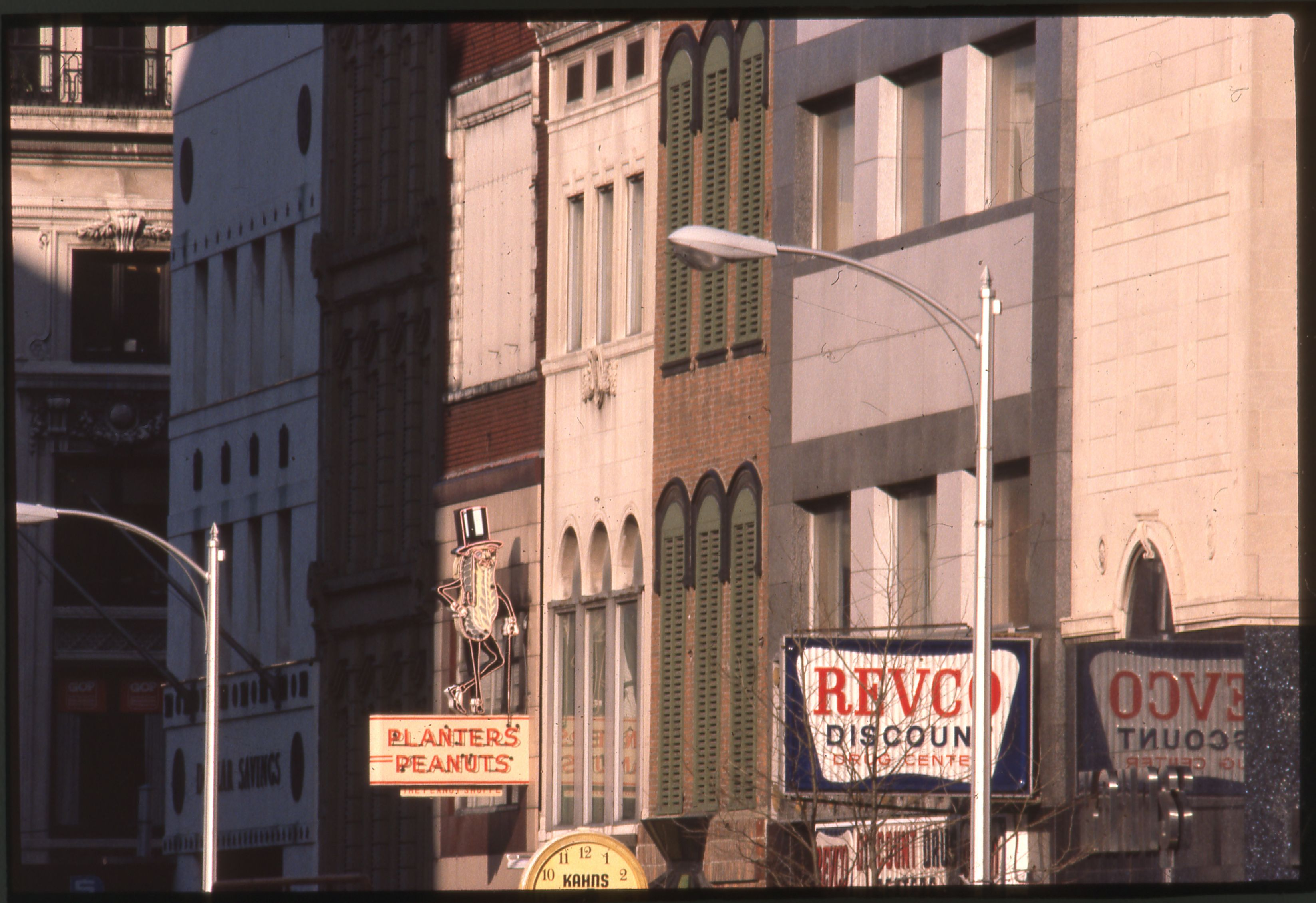
Revco-Filiale in Columbus, Ohio

Revco Discount Drug Stores, bekannt als Revco, mit Sitz in Twinsburg, Ohio, war eine große US-amerikanische Drogeriemarktkette, die von 1956 bis 1997 bestand. In den 1980er-Jahren war sie die größte Drogeriekette der USA. Die Aktien der Kette wurden an der New Yorker Börse unter dem Tickersymbol RXR gehandelt. Im Februar 1997 wurde Revco für 2,8 Mrd. $ an CVS Pharmacy verkauft. Zum Zeitpunkt des Verkaufs hatte die Kette über 2.500 Filialen.

## Geschichte
Entwicklung des Unternehmens
Revco, ursprünglich bekannt als Regal D.S., Inc., wurde 1956 in Detroit, Michigan, von Sidney Dworkin und Bernie Shulman gegründet. Dworkin leitete Revco bis 1986 als CEO und fungierte dann bis 1987 als Vorsitzender.
Mit einem Jahresumsatz von 300.000 US-Dollar war das Unternehmen sofort ein Erfolg. Bis 1961 gab es 20 Geschäfte im Mittleren Westen. In diesem Jahr erwarb Regal die 41-Filialen-Kette der Standard Drug Co. aus Cleveland. In den späten 1960er und frühen 1970er Jahren expandierte Revco und erwarb zahlreiche Drogerieketten im Mittleren Westen, Süden und Südwesten.
Bis 1984 verzeichnete Revco ein enormes Wachstum; die Kette hatte über 2.200 Filialen und einen Umsatz von über 1,8 Milliarden Dollar und war die größte Drogeriemarktkette der USA. Dann begann die Kette zu straucheln. Im Jahr 1983 wurden ihre Vitamine E-Ferol für den Tod von 38 Frühgeborenen verantwortlich gemacht. Um eine feindliche Übernahme zu verhindern und die kurzfristige Rentabilität zu steigern, führte Dworkin die Kette zu einem Geschäft, das viele Jahre später ihr Schicksal besiegeln sollte. Unter seiner Führung kaufte Revco ein Unternehmen namens Odd Lot Trading Co. auf, einen Einzelhändler für Restposten mit Sitz in New Jersey, welches Isaac Perlmutter gehörte. Aufgrund der Probleme mit Perlmutter und Odd Lot Trading Co. verlor die Revco-Geschäftsführung den Fokus auf den Drogerieteil ihres Geschäfts, und die Gewinne brachen ein. Die Kette begann auch, Artikel wie Fernseher, Möbel und andere nicht zum Kerngeschäft gehörende Artikel zu vertreiben. Die damit verbundenen umfangreichen Investitionen erwiesen sich als Fehlschlag.
Konkurs
Anfang 1986 boten Dworkin und mehrere andere Revco-Führungskräfte mit Hilfe von Salomon Brothers den Revco-Aktionären eine fremdfinanzierte Übernahme in Höhe von 1,16 Milliarden US-Dollar an. Im August 1986 nahm der Vorstand von Revco ein Angebot von 38,50 US-Dollar pro Aktie oder 1,25 Milliarden US-Dollar an. Einige Monate später stimmten die Aktionäre des Unternehmens dem Deal zu. Im folgenden Jahr verschlechterte sich die finanzielle Lage von Revco jedoch. Der Umsatz ging zurück, und das Unternehmen verzeichnete in diesem Jahr einen Verlust von fast 60 Millionen US-Dollar. Darauf zogen sich Sidney Dworkin und sein Sohn Marc, die zusammen 11,6 % der Aktien des Unternehmens besaßen, aus der Geschäftsführung zurück. Die Dworkins wurden offenbar von Salomon Brothers und TSG Holdings, den wichtigsten Kreditgebern der Übernahme, verdrängt. Im Jahr 1988 musste Revco, das durch die Übernahme langfristige Schulden in Höhe von 1,3 Milliarden US-Dollar hatte, die Konsequenz für die teure Übernahme tragen. Man versäumte eine Zinszahlung in Höhe von 46 Millionen US-Dollar für eine Reihe von Junk Bonds zu leisten, die den Großteil der Finanzierung für die Übernahme gebildet hatten. Dies führte schließlich dazu, dass die Kette Juli 1988 Konkurs anmelden musste. Revco wurde von dem Investor Sam Zell aus dem Konkurs gerettet, indem er 20 % der Aktien übernahm.
Nach dem Konkurs
Der Turnaround von Revco nach dem Konkurs wurde und wird oft noch immer als „Modell“ für ein Unternehmen betrachtet, das sich von einem Konkurs erholt. Die Kette schloss viele unrentable Filialen, reduzierte die Kosten, führte computerisierte Kassensysteme ein und sowie ein neues Ladendesign, um den Umsatz zu steigern. Die Kette schrumpfte in diesem Zeitraum von etwa 2.200 auf etwa 1.500 Filialen.
Nach dem Konkurs verzeichnete die Kette wieder ein enormes Wachstum und erhöhte die Zahl ihrer Filialen auf über 2.500. Zu diesem Wachstum trug der Kauf von über 800 Hook’s/SupeRx-Drogeriemärkten im Jahr 1994, sowie 1996 der Kauf von Big B Drugs.
Verkauf des Unternehmens
Um Zell dabei zu helfen, seine Investition in das Unternehmen zurückzugewinnen, wurde die Unternehmensleitung unter Druck gesetzt, das Unternehmen zu verkaufen. 1996 schloss Revco eine Vereinbarung mit Rite Aid zum Merger. Die Federal Trade Commission (FTC) kündigte an, dass sie klagen würde, um die Übernahme zu stoppen, da Rite Aid auf vielen Märkten zu einem Monopolist werden würde. Daraufhin zog Rite Aid zog sein Angebot für Revco zurück.
Im Februar 1997 schloss CVS Pharmacy eine Vereinbarung zur Übernahme von Revco, doch die FTC beantragte, die Übernahme zu blockieren, da sie den Wettbewerb auf zwei Märkten erheblich einschränken würde: im Bundesstaat Virginia und im statistischen Großraum Binghamton, New York. Daraufhin vereinbarten CVS und Revco, dass 114 der Revco-Filialen in Virginia und sechs der Filialen im Großraum Binghamton veräußert würden. Die Unternehmen schlossen mit der Behörde eine Einverständniserklärung ab, in der vereinbart wurde, dass die Filialen im Großraum Virginia an die Eckerd Corporation und die Filialen im Großraum Binghamton an Medicine Shoppe, Inc. veräußert würden. Als Teil der Durchführung der Veräußerung an Eckerd behauptete die FTC, dass CVS wichtige Computer und Apothekenakten aus den veräußerten Filialen entfernte und dass CVS Eckerd den Zugang zu den computergestützten Patientenprofildaten von Revco verweigerte und die Daten nur auf Mikrofiche zur Verfügung stellte, so dass Eckerd die Daten manuell neu eingeben musste, was die Wettbewerbsfähigkeit von Eckerd beeinträchtigte. Neben der FTC-Strafe zahlte CVS eine Geldstrafe in Höhe von 600.000 USD an das Virginia Board of Pharmacy, weil es gegen die staatlichen Vorschriften über die Weitergabe von Patientenrezeptunterlagen verstoßen hatte.